# Hiʻiaka (luna)
 Hiʻiaka  (tudi Haumea I) je večji, zunanji naravni satelit pritlikavega planeta Haumeee. Njena začasna oznaka je bila S/2005 (2003 EL61) 1.

## Odkritje
Pri odkritju lune Hiʻiake je sodelovalo večje število ljudi, ki so delovali na Observatoriju Keck v skupini za adaptivno optiko. Hiʻiaka je bil prvi odkriti naravni satelit pritlikavega planeta Haumea. Ime je dobil po eni izmed hčerk Haumee, ki je bila zaščitnica Havajskega otočja. Najprej ji je skupina odkriteljev dala ime «Rudolf».

## Značilnosti
Luna obkroži Haumeo v (49,12 ± 0,03) dneh na razdalji (49.500 ± 400) km. Naklon njene tirnice je (234,8 ± 0,3)°. Izmerjena svetlost je 5,9 ± 0,5%, kar pomeni, da je njen premer približno 22 % osrednjega telesa ali okoli 350 km (seveda, če je albedo enak). Tako bi bila ta luna peti največji asteroid, če bi bil v asteroidnem pasu. Masa je znana samo za celoten sistem. Če predvidevamo, da ima luna isti albedo kot osrednje telo, lahko predvidevamo, da ima luna 1 % mase Haumee. Celoten sistem pa ima maso (4,2 ± 0,1). ×1021 kg.